# Любомир Джуркович
Любомир Джуркович (чорн. Ljubomir Đurković, 13 листопада 1952 — 29 листопада 2022) — чорногорський письменник і поет. 

## Освіта
Джуркович народився в місті Цетіньє, Чорногорія. Закінчив філософський факультет Сараєвського університету за спеціальністю «порівняльне літературознавство і театрологія». 

## Кар'єра
Джуркович працював драматургом у Чорногорському національному театрі та був директором Королівського театру Zetski dom у Цетіньє. Під час конфлікту 1990-х років у колишній Югославії жив у Нідерландах як шукач політичного притулку. Автор п'єс «Письменник сімейної історії», «Петроній або Мафусаїли насолоджуються вічною весною», «П'ятий акт» , «Тобелія», «Сміття», «Нове вбрання», «Кассандра.кліше», «Брехня Тіресія», «Кьяра Зорзі», «Медея». Опублікував чотири поетичні збірки: «Сльози Поліфема», «Роботи і дні», «Все одно щось змінюється» та «Вибрані вірші словенською мовою». Його п'єси були поставлені та/або опубліковані англійською , турецькою, болгарською, македонською, албанською, словенською  та французькою мовами . Лауреат найпрестижнішої державної нагороди — премії «13 липня» .